# Moselle Open 2014
Il Moselle Open 2014 è stato un torneo di tennis giocato sul cemento indoor. È stata la 12ª edizione del torneo, che fa parte della categoria ATP World Tour 250 series nell'ambito dell'ATP World Tour 2014. Si è giocato all'Arènes de Metz di Metz in Francia, dal 15 al 21 settembre 2014.

## Partecipanti

### Teste di serie
| Nazionalità | Giocatore             | Ranking | Testa di serie* |
| ----------- | --------------------- | ------- | --------------- |
| Francia     | Jo-Wilfried Tsonga    | 12      | 1               |
| Francia     | Gaël Monfils          | 18      | 2               |
| Germania    | Philipp Kohlschreiber | 24      | 3               |
| Rep. Ceca   | Lukáš Rosol           | 27      | 4               |
| Francia     | Jérémy Chardy         | 35      | 5               |
| Portogallo  | João Sousa            | 40      | 6               |
| Polonia     | Jerzy Janowicz        | 41      | 7               |
| Belgio      | David Goffin          | 46      | 8               |

* Le teste di serie sono basate sul ranking all'8 settembre 2014.

### Altri partecipanti
I seguenti giocatori hanno ricevuto una wildcard per il tabellone principale:
- Laurent Lokoli
- Nicolas Mahut
- Paul-Henri Mathieu

I seguenti giocatori sono passati dalle qualificazioni:

- Kenny de Schepper
- Pierre-Hugues Herbert
- Michał Przysiężny
- Florent Serra

## Campioni

### Singolare
David Goffin ha sconfitto in finale  João Sousa per 6-4, 6-3.
- È il secondo titolo in carriera per Goffin e il secondo dell'anno.

### Doppio
Mariusz Fyrstenberg /  Marcin Matkowski hanno sconfitto in finale  Marin Draganja /  Henri Kontinen per 6(3)–7, 6–3, [10–8].